# Edward Frederick Leitner
Edward Frederick Leitner, o Friedrich August Ludwig Leitner (4 de febrer de 1812, Stuttgart – 15 de gener de 1838, als 25 anys) va ser un metge, botànic i naturalista alemany.
Quan ell tenia 4 anys, després de la mort del seu pare, la seva família es traslladà a Schorndorf. Va seguir estudis de botànica a la Universitat de Tübingen, es va traslladar als Estats Units després de rebre un subsidi de la Societat de Ciències Naturals de Württemberg. El 1831 va donar classes a la Medical College of South Carolina a Charleston. El 1833 recollí espècimens botànics i zoològics de Florida, arribant als Florida Keys, durant els quals va anar a les illes Dry Tortugas.
El 1834 es graduà en medicina amb una dissertació sobre Hippomane mancinella, després va ser lector a la South Carolina Medical Society. El 1836 tornà com naturalista als Florida Keys, on a Key West, s'úní a un grup militar com a guia i cirurgià. El 15 de gener de 1838, va ser mortalment ferit en un combat amb amerindis Seminoles prop de Jupiter Inlet.
Després de la seva mort, 800 dels seus espècimens van anar a parar en possessió de Jean Louis Cabanis, tanmateix, van ser completament destruïts durant el bombardeig de Berlín de l'any 1943. El gènere Leitneria porta el seu nom, com la família Leitneriaceae, aquests darrer tàxons van ser circumscrits per George Bentham.

## Publicacions associades amb Leitner
- "Edward Frederick Leitner (1812-1838), Physician-botanist", per George Edmund Gifford (1972).[5]